# 美叶翠雀花
美叶翠雀花（学名：Delphinium calophyllum）是毛茛科翠雀属的植物，是中国的特有植物。分布在中国大陆的青海等地，常生长在高山地带，目前尚未由人工引种栽培。